# Zdeněk Buchtele
Zdeněk Buchtele (2. června 1950, Drmoul – 4. července 2021) byl amatérský regionální historik, archeolog a publicista, působící především v okolí Mariánských Lázní.

## Život
Zdeněk Buchtele se narodil 2 června 1950 v Drmoulu u Mariánských Lázní. Od roku 1973 začal spolupracovat s archeologem chebského muzea Pavlem Šebestou. V roce 1974 se stal členem Československé archeologické společnosti a začal se věnovat terénním výzkumům v okolí Mariánských Lázní, především zaniklým vesnicím a šlechtickým sídlům, zejména kynžvartskému hradu. Některé z jeho objevů (např. lokalizace tvrze Krajt) nejsou odbornou veřejností přijímány. Buchtele byl autorem řady drobných studií a monografií, často psaných společně s Richardem Švandrlíkem. Drobné studie publikoval v časopisech Hamelika, Arnika a Hláska. Založil muzea v Manském dvoře ve Velké Hleďsebi. Žil ve Velké Hleďsebi.

## Dílo
- Brána Království českého: Manský dvůr, Kynžvart a Boršengrýn, Velká Hleďsebe 2020.
- Drmoul a zaniklá vesnice Cech Svatého Víta: historie a památky, Velká Hleďsebe 2013. (spoluautor Richard Švandrlík)
- Historie zámku a vznik obce Hamrníky, aneb, Jak to tehdy bylo, Cheb 2019. (spoluautor Jiří Slavík)
- Hrady Kynžvart a Boršengrýn: nezůstal kámen na kameni, Velká Hleďsebe 2009
- Krajem kolem Podhory, Mariánské Lázně 2009 (spoluautor Richard Švandrlík)
- Lohhäuser - Slatina: příběh zaniklé vesnice. Mariánské Lázně 2006. (spoluautor Richard Švandrlík)
- Mnichov - městečko u Mariánských Lázních,  Mariánské Lázně 2010. (spoluautor Richard Švandrlík)
- Nová Ves a Louka: obce ve Slavkovském lese. Mariánské Lázně 2010. (spoluautor Richard Švandrlík)
- Objevy a zajímavosti v okolí Mariánských Lázní 1-12, Velká Hleďsebe 2011-2012. (spoluautor Richard Švandrlík)
- Osudy hradu Vildštejn ve Skalné a hradu Starý Rybník. Velká Hleďsebe 2007. (spoluautor Richard Bouček)
- Sítiny: historie - památky. Mariánské Lázně 2011.  (spoluautor Richard Švandrlík)
- Skláře - letiště, aneb, Příběh amerického vojáka, Velká Hleďsebe 2008. (spoluautor Jiří Karásek)
- Tři Sekery v historii a dnes. Mariánské Lázně 2006. (spoluautor Richard Švandrlík)
- Velká Hleďsebe v historii, Cheb 2016 (spoluautor Richard Švandrlík)
- Vlkovice a Martinov: (historie a památky), Mariánské Lázně 2012. (spoluautor Richard Švandrlík)
- Rájov: historie - památky. Mariánské Lázně 2011. (spoluautor Richard Švandrlík)